# ناحیه سبعه وفرگ
در اوائل سلطنت کریم خان زند نصیرخان لاری بلوک ایسین  را تصرف نمود وضمیمهٔ حکومت لارستان کرد، ولی بعداً بلوک ایسین را جدا و ضمیمهٔ حکومت بندرعباس  کردند.
 ناحیه سبعه وفرگ  : مشتمل است بر:

## منبع
- اقتداری، لارستانی، احمد. (لارستان کهن)  ج۱. چاپ دوم، شرکت انتشارات جهان معاصر، تهران چاپ دوم، سال ۱۳۷۱ خورشیدی.